# 毛玠
毛 玠（もう かい、？－216年）は、中国後漢末期の政治家。字は孝先。兗州陳留郡平丘県（現在の河南省新郷市長垣市）の人。子は毛機。『三国志』魏書に独立した伝がある。

## 経歴

### 人事担当
若い頃は県の役人となり、公正さで評判となった。戦乱を避けて荊州へ避難する事を考えたが、刺史である劉表の政治がいい加減なものであるという噂を聞き、丁度兗州に進軍してきた曹操から治中従事として招かれたため、これに応じた。献帝が長安を脱出し流浪していた時、これを保護する事を進言し、また帝の権威と農業で富ませた財力により、袁紹や劉表に対抗すべきと主張した。この進言が曹操に受け入れられ、毛玠は軍府の功曹に採り立てられた。
曹操が司空・丞相になると、東曹の掾となって崔琰と共に官吏の人事担当を任された。毛玠は清廉潔白を重んじ、官吏に清廉な人物しか登用しなかったため、高官にあるものでさえ自ずと自身の行動を節制するようになった。曹操はこの状況を良しとした。
一方で毛玠は、他人からの要請を全く受け付けなかったという。曹操の子曹丕に身内の者の登用を頼まれた時、毛玠はこれですら拒絶した。このため周囲の人々から毛玠に対して不満が噴出し、東曹を廃止して西曹に一本化すべきという意見が出た。しかしこの時、曹操は毛玠を庇い、逆に西曹を廃止した。
後に右軍師へ昇進し、曹操が魏公となると尚書僕射となり、引き続き人事を担当した。曹植を可愛がる曹操を諌め、長幼の序をはっきりさせるべきだと進言した。曹操は毛玠を古人に準えて称えた。

### 丁儀との対立
しかし216年、崔琰が丁儀の讒言から曹操の不興を買って自害に追い込まれると（徐奕伝）、それを不満に思った毛玠と曹操の関係も冷え込んだ。やがて毛玠も丁儀の讒言を受け（何夔伝）、それを信じて激怒した曹操に投獄されてしまった。鍾繇に厳しく尋問されたが、屈しなかったという。
和洽は毛玠の人事政策にかねてから不満を持っていたが、毛玠が投獄されると曹操に対し、毛玠に非があるか否かの確認のため、讒言の事実関係を明らかにする事を要請した（和洽伝）。また桓階が毛玠を弁護したため、毛玠は免職だけで助命された（桓階伝）。しかし家に戻り不遇の内に亡くなった。その性格の清廉潔白さは、毛玠伝に引かれた『先賢行状』にも記されている。
子は不遇をかこっていたが、魏王朝が成立した220年の詔勅により、郎中となった（文帝紀）。

## 三国志演義
小説『三国志演義』では、兗州で挙兵した曹操に満寵と呂虔から推挙され仕えた事にされており、赤壁の戦いでは于禁と共に水軍都督を拝命している。